# Tulataqueo
Tulataqueo (Tulataqeo, Tulatakeu) ist ein osttimoresischer Suco im Verwaltungsamt Remexio (Gemeinde Aileu).

## Geographie
Der Suco Tulataqueo liegt im Nordosten des Verwaltungsamts Remexio. Nördlich liegt der Suco Liurai, westlich der Suco Acumau und südlich der Suco Faturasa. Im Osten grenzt Tulataqueo an die zur Gemeinde Manatuto gehörenden Verwaltungsämter Laclo mit seinem Suco Hohorai und Manatuto mit seinem Suco Iliheu. Der Nordgrenze von Tulataqueo folgt der Fluss Cihohani, in den der im Suco entspringende Raitaran mündet. Der Südgrenze folgt der Lohun. Die Flüsse gehören zum System des Nördlichen Laclós. Tulataqueo hat eine Fläche von 45,11 km². Der Suco teilt sich in die vier Aldeias Aicurus (Aikurus), Dacilelo, Roluli (Roruli) und Samalete.
Quer durch Tulataqueo führt die Überlandstraße, die die Orte Laclo und Remexio miteinander verbindet. An ihr liegen die Dörfer Buburmaro, Tulataqueo, Reamer, Remain, Aicurus und Raileten. Weitere Siedlungen sind Lebutu (andere Namensangabe: Nunudamar), Samalete (andere Namensangabe:  Fatubelar), Reamon und Fatubutik (andere Namensangabe: Hatobuti, Harobuti).
In Samalete befinden sich eine Klinik, eine Grundschule und die Kapelle Santa Maria Rainha. Der Sitz des Sucos steht im Dorf Tulataqueo, daneben ein Hospital. Aicurus hat eine Grundschule, einen Hubschrauberlandeplatz und die Kapelle Santo Antonio. In Reamer, Fatubutik und in Buburmaro stehen Grundschulen.

## Einwohner
Im Suco leben 2.559 Einwohner (2022), davon sind 1.327 Männer und 1.232 Frauen. Im Suco gibt es 414 Haushalte. Über 90 % der Einwohner geben Mambai als ihre Muttersprache an. Die restlichen sprechen Tetum Prasa.

## Geschichte
Mitte 1977 fand in Aicurus ein Treffen des Zentralkomitees der FRETILIN statt, bei dem der Kampf gegen die indonesischen Besatzer neu ausgerichtet wurde.

## Politik
Bei den Wahlen von 2004/2005 wurde Adolfo Mendonça Mauhuno zum Chefe de Suco gewählt und 2009 in seinem Amt bestätigt. Bei den Wahlen 2016 gewann Luisa de Andrade.